# 1214

## Родени
- Роджър Бейкън, английски философ
- 25 април – Луи IX, крал на Франция

## Починали
- Стрез, български севастократор